# Villa Constitución
Villa Constitución is een plaats in het Argentijnse bestuurlijke gebied Constitución in de provincie Santa Fe. De plaats telt 44.174 inwoners.

## Geboren
- Juan Pablo Carrizo (6 mei 1984), voetballer
- Leonel Vangioni (5 juni 1987), voetballer